# Федір Мовчан
Фе́дір Лук'я́нович Мовча́н (? — 1683) — український військовик доби Гетьманщини. Прилуцький (1678—1679), стародубський (1680) полковник, організатор і командувач сердюцьких і компанійських підрозділів у військах гетьманів Петра Дорошенка та Івана Самойловича.

## Життєпис
Народився не пізніше 1630 року на Брацлавщині. Син від першого шлюбу Лук'яна Мовчана, що був полковим старшиною Уманського полку у роки Визвольної війни, 1654 одружився другим шлюбом з донькою Богдана Хмельницького Анастасією. Таким чином, Федір Мовчан був прийомним онуком гетьмана.
1649 вперше згаданий як реєстровий козак Івангородської сотні Уманського полку. Пізніше перейшов на Запоріжжя. У квітні 1662 — наказний полковник кодацький Війська Запорозького Низового.
У боротьбі за булаву Лівобережного Гетьманату підтримував свояка — ніжинського полковника Василя Золотаренка. 1662 отримав від нього універсал на володіння селами Гриневом і Тютюрами на Стародубщині «за отважние в воинских службах діла». Мав чин значного військового товариша. Після поразки Золотаренка на чорній раді у Ніжині та обрання гетьманом Івана Брюховецького перейшов на Правобережжя до П. Тетері.
У серпні 1665 взяв участь у раді під Богуславом, яка обрала правобережним гетьманом Петра Дорошенка. Був організатором і полковником одного з перших сердюцьких полків. Брав участь у боях проти війська Речі Посполитої у 1666-1667, у поході на Лівобережжя і боях з московитами у 1668, у протистояннях з козаками П. Суховія, М. Ханенка та Ів. Самойловича.
1674 згаданий як полковник охочекомонного полку у Дорошенка. Навесні 1675 разом зі своїм підрозділом перейшов на бік лівобережного гетьмана Івана Самойловича, був прийнятий на службу з виплатою жалування як компанійський полковник. На його прикладі Самойлович агітував до переходу на свій бік інші наймані полки Дорошенка. Так, в універсалі до «дорошенківців» від березня 1676 лівобережний гетьман писав:
| Можете самі чути, що пан Мовчан зі своїми товаришами та інші компанеї — піхотні полки не без хліба та достойного призріння при нас живуть; з котрими і ви, без усякого перечення та поругання, від кого ні єсть, рівні милості призріння від нас, яко єдиного Війська Запорозького матері діти, взнавати будете — нашим словом обнадіюємо. |
У листі до московського царя від лютого 1676 Самойлович зазначав, що особовий склад полку Мовчана сформований, переважно, з іноземців — волохів, молдаван і «ляхів» (правобережних козаків). Навесні гетьман відправив полк на постій до Стародубського полку. Конфлікти між компанійцями та місцевими козаками були використані як привід стародубським полковником Петром Рославцем для подачі царю чолобитної проти Самойловича та з домаганням відділення Стародубщини від Гетьманщини.
1677 Мовчан обраний на уряд прилуцького полкового осавула, передавши своїх компанійців під командування Іллі Новицькому. Брав участь у першій обороні Чигирина від османських військ. У квітні 1678 Самойлович змусив прилуцького полковника Івана Маценка відректися уряду, домігшись призначення на його місце Мовчана. 13 квітня гетьман видав універсал, сповістивши про своє рішення прилуцьких полчан:
| Поневаж пан Иван Маценко, бывший полковник ваш прилуцкий, доброволне извеняся своего старшинства, и за оное нам подяковал, и старшина вашего полку, тут в Батурине бувшая, з товариством певным, за позволением нашим, згодливыми голосами своими на той полковницкий урад пана Федора Мовчана обволали и над себе вынесли, теды и мы его, пана Мовчана, знаючи быти у войску запорожском заслуженого, годного и до делностей рыцарских способного мужа, цале на том старшинстве потвержаем. |
Влітку 1678 на чолі полку Мовчан бере участь у другій обороні Чигирина. Дані про загибель полковника під Чигирином у 1678 є помилковими. Насправді, 25 листопада 1678 Мовчан і Прилуцький полк отримали похвальну грамоту від царя за героїзм у боях з османами. 1679 з невідомих причин знятий з уряду, пірнач дістався Дмитрові Чернявському.
Так само непевними є дані з документів Генерального слідства про маєтності про полковництво Мовчана у Стародубі у 1678. Згідно з Т. Чухлібом, колишній «дорошенківець» деякий час очолював Стародубський полк у 1680. Проте вже у 1682 він згаданий як значний військовий товариш Прилуцького полку. Помер на початку 1683.

## Родина
Першим шлюбом був одружений з Іриною Ортикою. Другим шлюбом — з Марією, донькою погарського сотника Стародубського полку Гаврила Єремієнка. 14 квітня 1683 стародубський полковник Семен Самойлович підтвердив удові Федора Мовчана Марії володіння селом Тютюри. 5 жовтня 1687 маєтки перепідтверджені універсалом гетьмана Івана Мазепи. 
- Син Михайло (бл. 1660 — 1742, від першого шлюбу) — учасник Віденської битви 1683, прилуцький полковий осавул (1709-1741), наказний гетьман (1731). Автор записної книжки — цінного джерела з історії Гетьманщини;
- Донька Євдокія (від другого шлюбу) — третя дружина Григорія Дорошенка — брата Петра Дорошенка, колишнього наказного гетьмана;
- Донька Марія (? — після 1751, від другого шлюбу) — дружина Опанаса Єсимонтовського, мглинського сотника, стародубського полкового обозного.